# Samaniden-Mausoleum

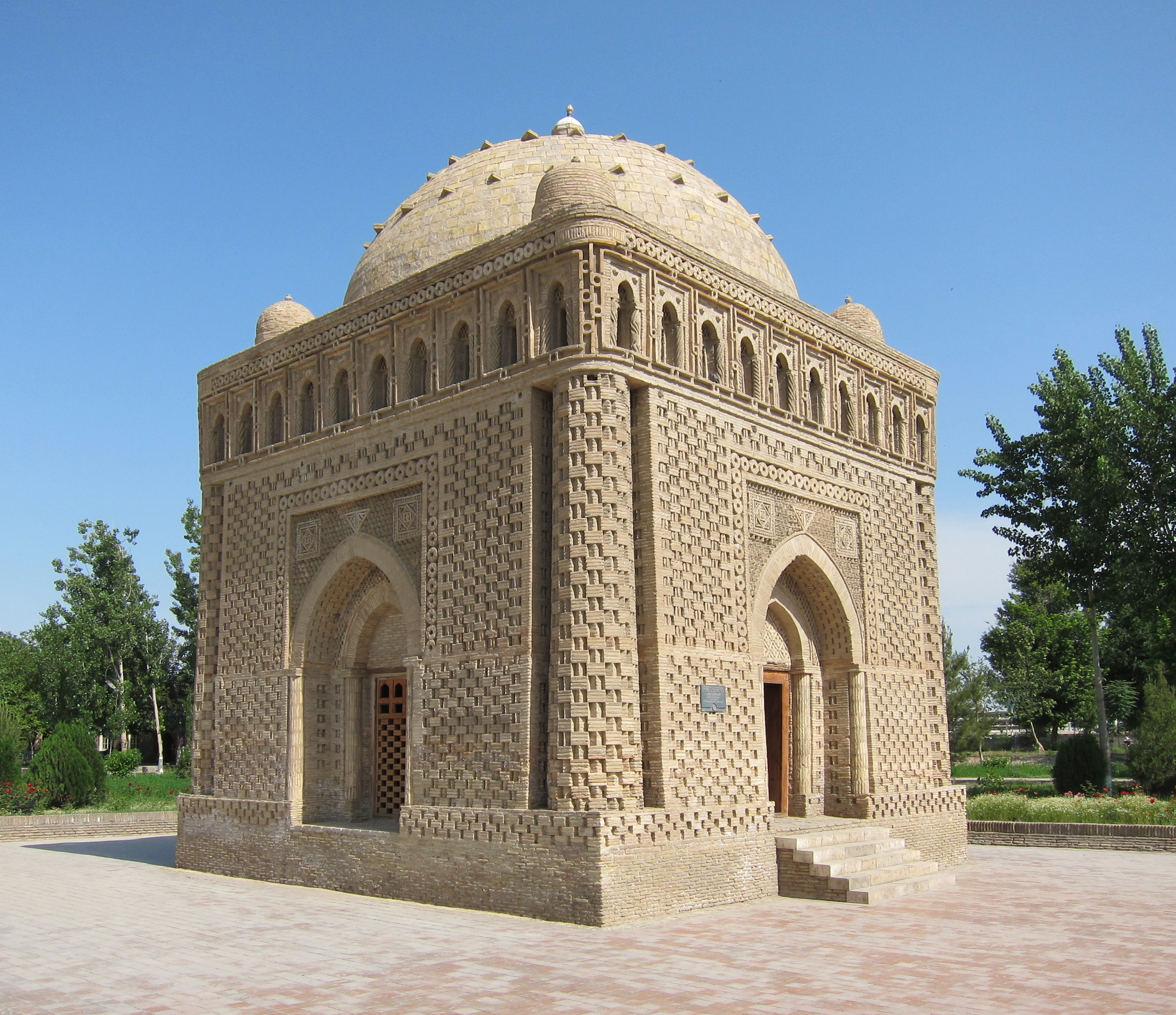
Samaniden-Mausoleum in Buchara

Das Samaniden-Mausoleum in Buchara ist die Grabstätte Ismail Samanis (auch Ismail I. und Ismaʿil b. Ahmad, vollständig: al-Amir al-Mahdi Abu Ibrahim Ismaʿil b. Ahmad), dem Regenten der Samaniden von 892 bis 907. Das Mausoleum ist das älteste erhaltene Zeugnis islamischer Architektur in Zentralasien und auch das einzige Baudenkmal der Samaniden-Dynastie, welches erhalten geblieben ist. Es ist insofern kulturgeschichtlich bedeutend, als die islamische Weltanschauung die architektonische Verzierung von Gräbern verbietet.

## Lage
Das Mausoleum liegt im Nordwesten des historischen Zentrums von Buchara (in Transoxanien, heute Uzbekistan) im Samaniden-Erholungspark westlich der Zitadelle Ark und südlich des Samaniden-Basars. Am Nordrand des Parks liegt auch das Chashmai-Ayyub-Mausoleum.

## Geschichte
Wann genau der Bau entstand ist ungeklärt, er wird ungefähr auf das 10. Jahrhundert datiert (Ismail regierte Chorasan von 900 bis 907). Architektonisch lehnt sich der Bau an einen Gebäudetypus an, der aus der Sassanidenzeit bereits bekannt war – den zoroastrischen Feuertempel. Cohn-Wiener vermutete, dass es sich um das früheste islamische Kuppelgrab (Qubba) überhaupt handelt. Früher waren im Bereich des Islams auch hochgestellte geistliche und weltliche Personen lediglich in schlichten Erdgräbern beigesetzt worden.
Das Samaniden-Mausoleum ist eines der wenigen erhaltenen Bauwerke in Buchara aus der Zeit vor dem Mongolensturm. Es stand einst im Zentrum eines Friedhofs und versank im Laufe der Zeit unter mehreren Sandschichten. Erst im 20. Jahrhundert wurde es vollständig freigelegt und anstelle des Friedhofs ein Park angelegt.

## Beschreibung

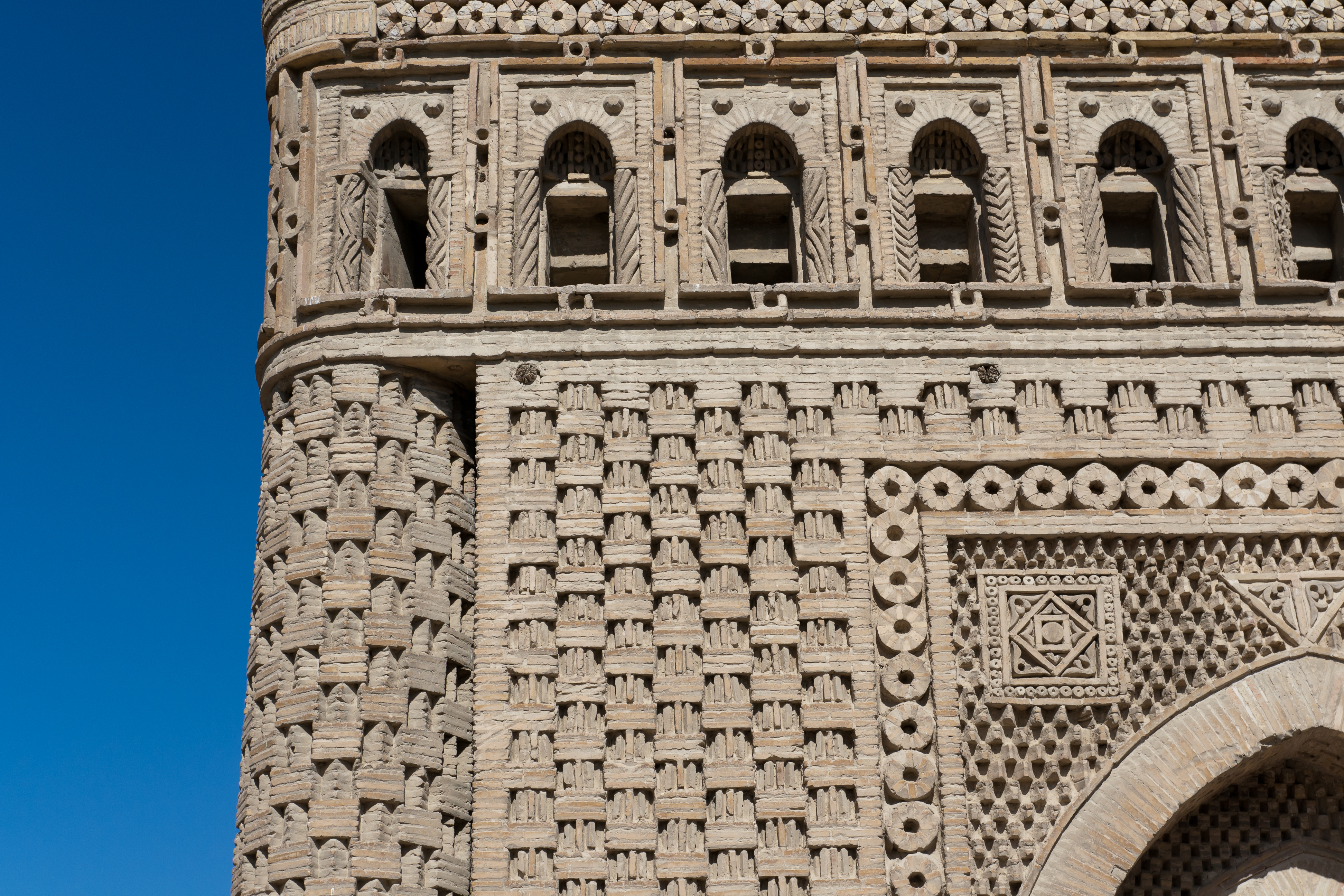
Nahansicht der Südwand

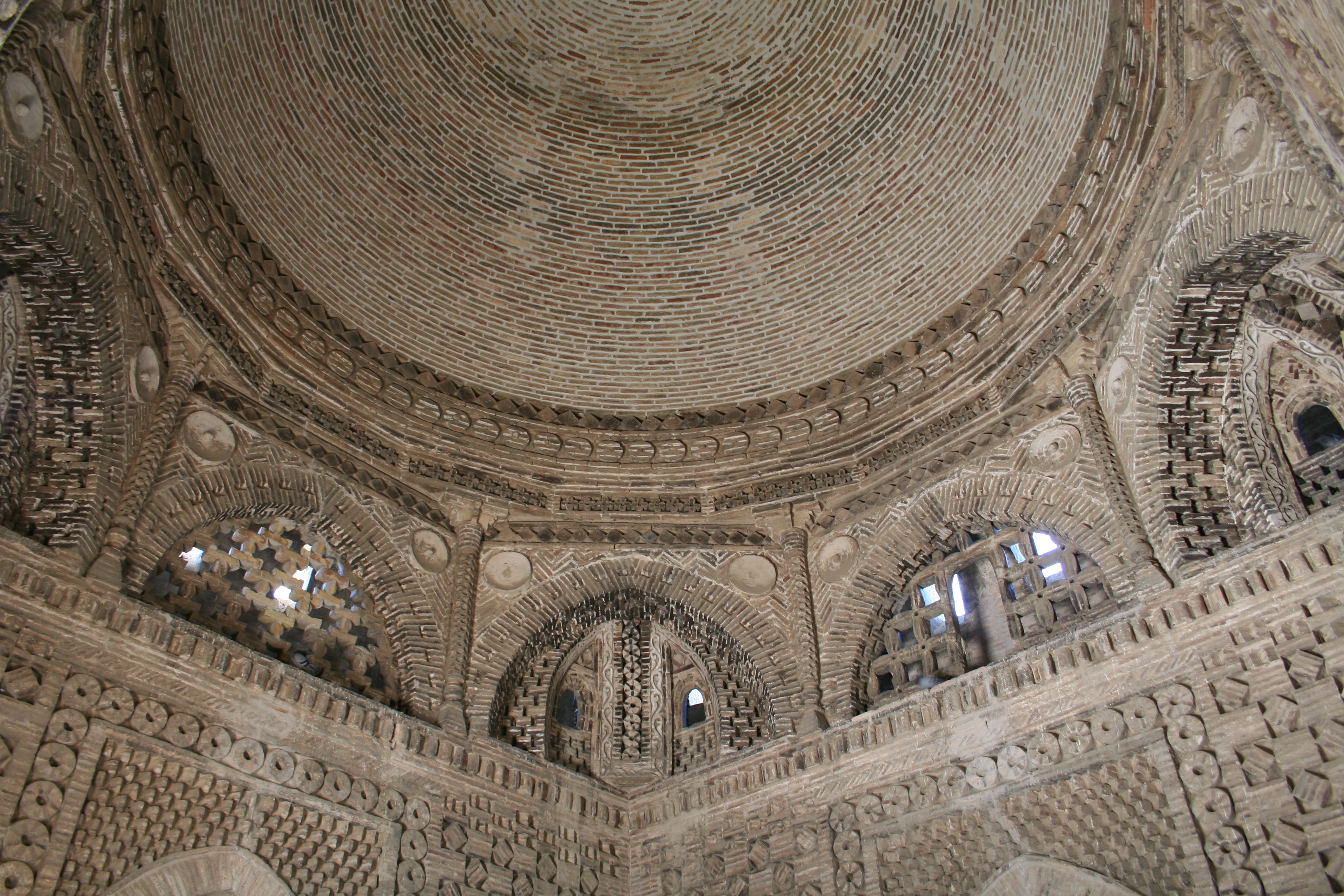
Innenansicht

Das Mausoleum besitzt einen quadratischen Grundriss mit einer Seitenlänge von 10 m und ist 14 m hoch. Es ist nach allen vier Seiten offen und aus gebrannten Ziegeln in Sichtmauerwerk aufgeführt. An den vier Ecken des Unterbaus sind Dreiviertel-Säulen ohne Basis und Kapitelle eingestellt. Oberhalb der Säulen verläuft rund um das Gebäude eine Arkaden-Galerie mit je 10 Bögen pro Seite. Auf dem Dach sind an den vier Ecken bienenkorbartige kleine Kuppeln aufgesetzt. Diese befinden sich jedoch nicht direkt über den Säulen, sondern sind zur Gebäudemitte verschoben. Den Abschluss bildet eine Kuppel mit einer lichten Höhe von 9 m, die eine kleine Laterne trägt.
In der Mitte jeder Außenwand ist in einem rechteckigen Rahmen ein Tor ausgespart. Innerhalb des rechteckigen Rahmens öffnet sich ein Spitzbogen nach innen, in dem wiederum ein rechteckiges Tor eingelassen ist. Nur die Rahmen dieser Tore sind mit Ornamenten aus Terrakotta verziert. Die restliche Gestaltung des Mausoleums resultiert einzig aus der Anordnung der Ziegel im Mauerwerksverband, die in 47 Varianten vorkommt. Auch die Kreisornamente um die Torrahmen und über der Arkadengalerie wurden aus Ziegeln gefertigt. Aufgrund der Anordnung der Ziegel ändert sich der Farbton des Mausoleums abhängig vom Lichteinfall.
Im Inneren folgt die Verzierung der Außenansicht. Der quadratische Gebäudegrundriss von 7,2 × 7,2 m wird mit Bogen über die vier Ecken zunächst in eine Achteckform überführt. In den Ecken des Achtecks stehen kleine Säulen mit Kapitellen, die mehr Verzierung als tragendes Element sind. Die Säulen wiederum stützen die Vorsprünge eines schmalen Sechzehneck-Bandes, welches schließlich in die runde Kuppel übergeht. Hinter den Bogen des Achtecks liegen Trompennischen, die durch je drei hervorstechende Rippen gekennzeichnet sind (je eine an der linken und rechten Seite der Nische sowie eine in der Mitte), die zur Ableitung der Kräfte von der Kuppel auf die Wände dienen.